# Wayarikule
Wayarikule, ook wel Wama, Wayacule, Wayarikure of Oyarikulets, is een inheemse volk. Het volk woonde Brazilië (Pará) en Suriname. In de 21e eeuw bestaat het niet langer als een apart levende gemeenschap, maar is opgegaan in andere gemeenschappen. 
Het volk is verwant aan de Akuriyo.